# Неотераподи
Неотераподите (Neotheropoda) са клад влечуги от разред Гущеротазови (Saurischia).
Таксонът е описан за пръв път от Робърт Томас Бейкър през 1986 година.